# Koichi Mizushima
Koichi Mizushima (Japón, 1 de agosto de 1965) es un gimnasta artístico retirado japonés, medallista olímpico (bronce) en 1988 en el concurso por equipos.

## Carrera deportiva
En los JJ. OO. de Seúl 1988 consigue la medalla de bronce en el concurso por equipos —Japón queda por detrás de la Unión Soviética (oro) y la República Democrática Alemana (plata)—; sus compañeros en el equipo japonés eran: Yukio Iketani, Daisuke Nishikawa, Hiroyuki Konishi, Toshiharu Sato y Takahiro Yameda.